# Reinos de Indias

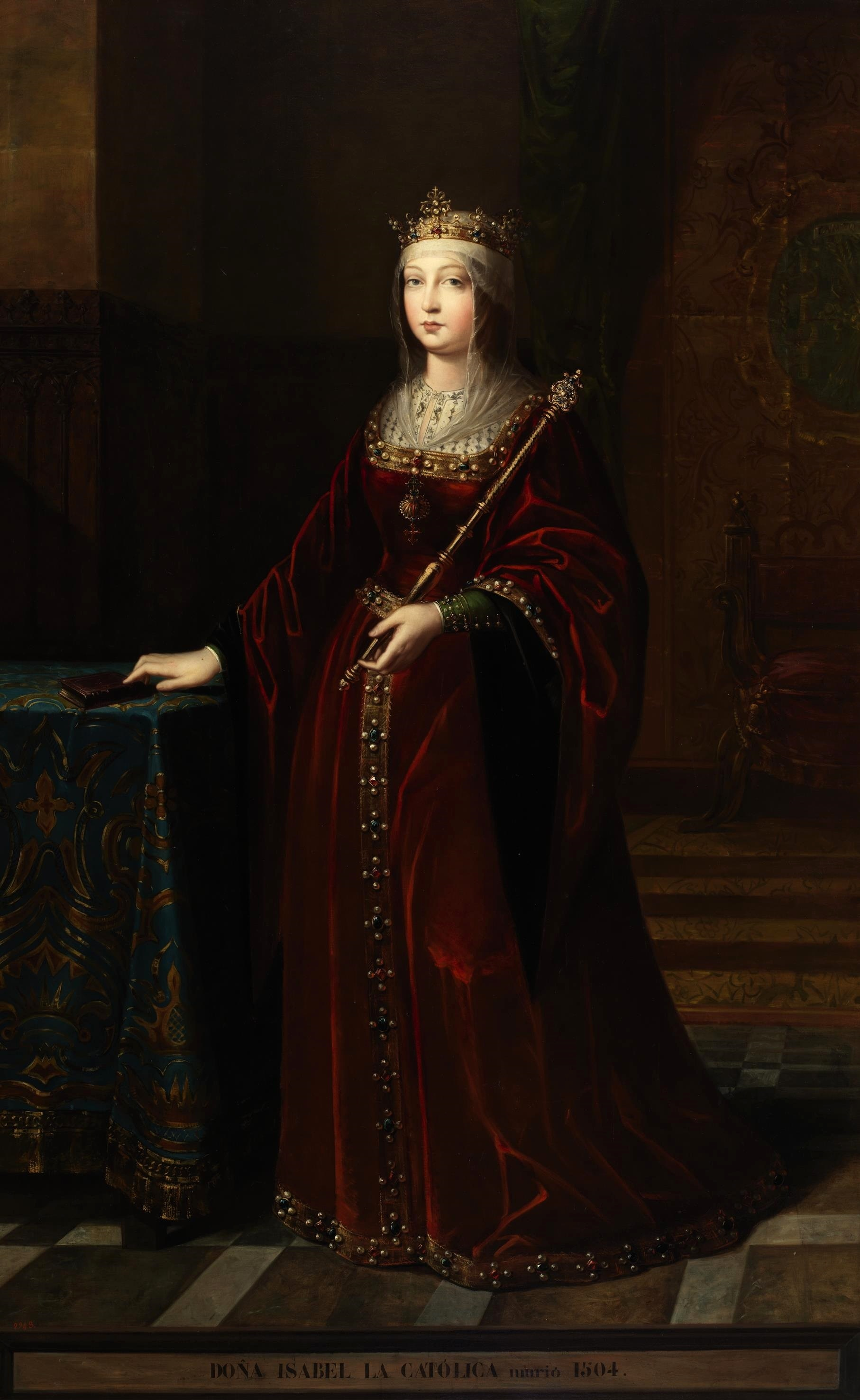
Isabel I de Castilla, Reina de España e Indias, apelada la Católica.

Estandarte de la Corona de Castilla.

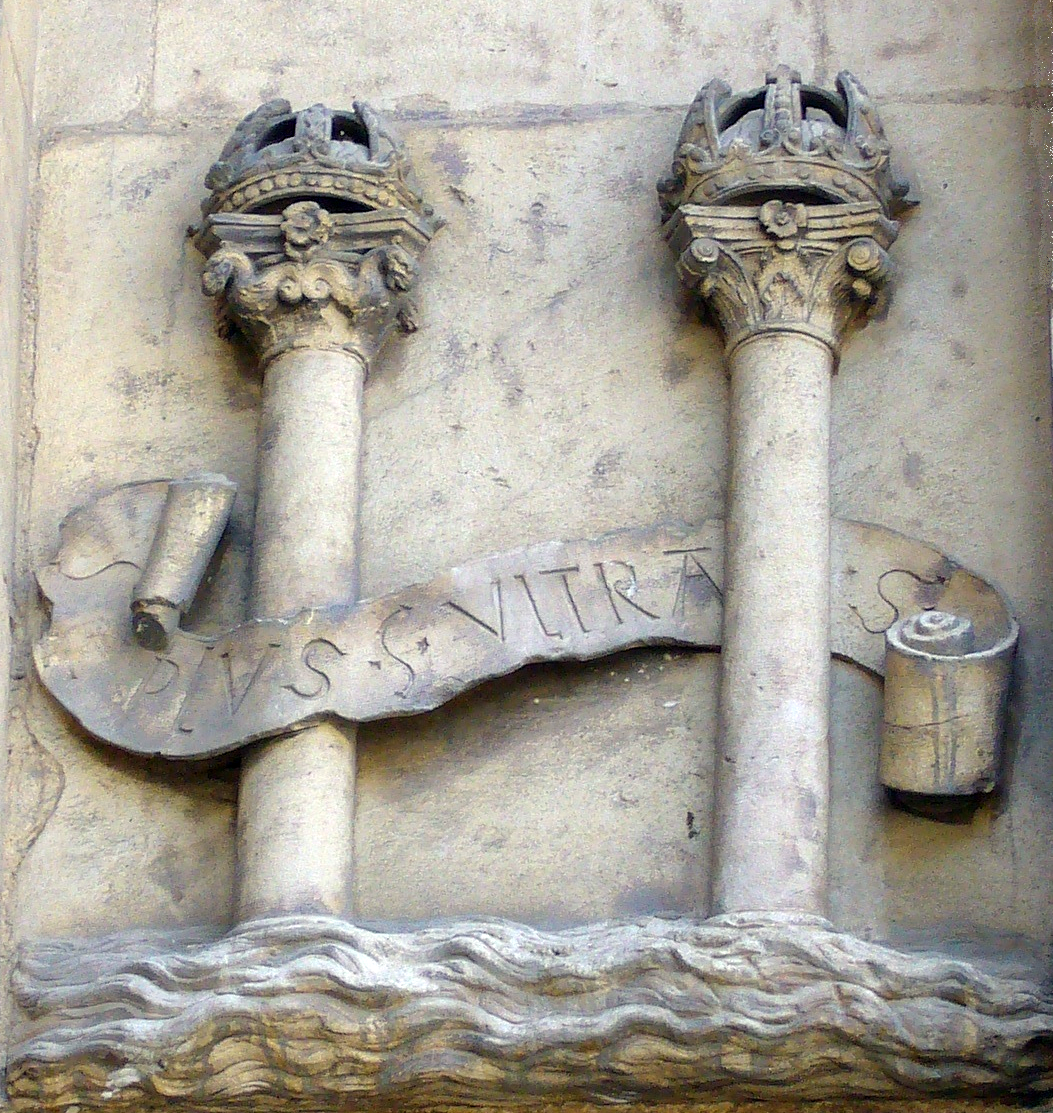
Las Columnas de Hércules que simbolizaban el finisterre Atlántico de la «mar océana» establecido en el estrecho de Gibraltar antes de 1492. El lema anterior al descubrimiento universal del Nuevo Mundo era Non Plus Ultra, «nada más allá», tras Colón se cambió por Plus Ultra, «existe un más allá», y que es el actual lema nacional de España. El símbolo del dólar es este antiguo emblema español con la cinta puesta en forma de S, presente en el Real de a ocho español.

Los reinos de Indias, de las Indias o reinos castellanos de Indias son denominaciones empleadas para aludir a las entidades políticas que se crearon en los nuevos territorios incorporados tras la conquista y colonización[[harvnp|Gibson|1981}} del Nuevo Mundo; América y Asia. Inicialmente quedaron bajo el dominio directo y personal de los Reyes Católicos, si bien, tras su fallecimiento, según lo anunciado en el testamento de Isabel la Católica, quedaron incorporados a perpetuidad a la Corona de Castilla. Dicho mandato fue formalizado por Carlos I, quien creó un Consejo propio y separado del de Castilla para el gobierno de los territorios indianos en 1524, el cual funcionó hasta las reformas de las Cortes de Cádiz y las guerras de independencia hispanoamericanas, cuya ruptura determinó la conformación actual de Hispanoamérica.
Los diversos territorios de «las Indias Islas y Tierra Firme» se iban incorporando al control real según avanzaba la conquista, creándose por tanto distintas entidades políticas para su gobierno. La entidad básica fue el cabildo, importado desde España y cuya jurisdicción correspondía a las ciudades; también se crearon gobernaciones para las provincias y reales audiencias con competencias judiciales y ejecutivas, las cuales corresponden en buena parte a los actuales estados hispanoamericanos.
La autoridad máxima eran los virreyes, que tenían bajo su jurisdicción las distintas audiencias. Los primeros y más relevantes fueron los de Nueva España y Perú; el primero contó incluso con jurisdicción sobre Filipinas y las islas españolas de Oceanía. Posteriormente se crearon los virreinatos de Santafé y del Río de la Plata, pero con ellos se terminó implementando el sistema de intendencias y la centralización, poniendo fin a la pequeña pero significativa independencia jurídica que tenían los «reinos» entre sí.
Durante gran parte de la era colonial nunca estuvo claro qué reinos de Indias existían en la práctica, con muchas interpretaciones coloquiales e informales. Estos «reinos» fueron definidos, legal y oficialmente, ya en los estertores del dominio español. Así, la Junta Suprema Central y Gubernativa del Reino, en el contexto de la guerra de la Independencia Española, los relacionó como «los Virreynatos de Nueva-España, el Perú, Nuevo Reyno de Granada, y Buenos Ayres, y las Capitanías Generales independientes de la Isla de Cuba, Puerto-Rico, Goatemala, Chile, Provincias de Venezuela y Filipinas» en la real orden de 22 de enero de 1809, por la que se ordenaba que dichos territorios nombrasen representantes ante la vacancia de Fernando VII.

## Etimología
El 17 de abril de 1492, se firman las Capitulaciones de Santa Fe en la localidad homónima a las afueras de Granada entre los Reyes Católicos y Cristóbal Colón. Dicho documento incluye los acuerdos relativos en torno a la expedición de Cristóbal Colón a la India y los respectivos títulos y mercedes que le correspondían, entre ellos, los de almirante, virrey y gobernador general de los territorios que descubriera en su vida.
Ignorando que había llegado a un continente distinto, América, Colón y su expedición toman posesión del territorio en nombre de la Corona de Castilla. Las nuevas tierras descubiertas fueron llamadas Indias Occidentales, en contraste a las Orientales y si bien se terminaría popularizando el nombre de América tras las expediciones de Américo Vespucio, en España prevaleció la denominación de Indias Occidentales, como consta en sus documentos jurídicos.
Tras el descubrimiento de Filipinas y la unión con Portugal, los reyes de España se hicieron llamar "reyes de las Indias Orientales y Occidentales y de las Islas y Tierra Firme del Mar Océano", incluyendo en la administración indiana sus territorios asiáticos, quedando la Capitanía General de Filipinas bajo la jurisdicción del Virreinato de la Nueva España.
Tras la Invasión Napoleónica a España y la instauración de José Bonaparte como gobernante, este se hizo llamar "Rey de España e Indias", llegando a incluir las Indias en su blasón. Con las Cortes de Cádiz, los reinos de Indias deja de existir para pasar a ser parte de una España unificada. Sin embargo, Fernando VII se niega a reconocer la constitución liberal una vez recuperado el trono, creándose de nuevo el Consejo de Indias hasta la independencia absoluta de las repúblicas hispanoamericanas, quedando en desuso la denominación de "Indias".

## Historia

### Orígenes
Que las Indias Occidentales estén siempre unidas a la Corona de Castilla, y no se puedan enajenar. Por donación de la Santa Sede Apostólica y otros justos y legítimos títulos, somos señor de las Indias Occidentales, Islas y Tierra firme del mar Océano, descubiertas y por descubrir y están incorporadas en nuestra real corona de Castilla. Y porque es nuestra voluntad, y lo hemos prometido y jurado, que siempre permanezcan unidas para su mayor perpetuidad y firmeza, y prohibimos la enajenación de ellas.
Recopilación de leyes de los reinos de Indias (1519, 1520, 1523, 1547, 1536 y 1680)

El fundamento jurídico de su condición política se basa en una donación pontificia hecha en favor de los Reyes Católicos, a partir de una solicitud de ellos mismos, por el papa Alejandro VI. La Iglesia católica, representando a la cristiandad, cede a los monarcas españoles los territorios descubiertos y por descubrir en el Nuevo Mundo. Los reinos de Indias pasaron a ser entonces reinos distintos del reino de Castilla, así como lo eran también otros reinos vinculados a la corona de Castilla.
De esta forma, los reinos castellanos de Indias, que incluye sus territorios por descubrir, serán reinos propios de la corona de Castilla, pero no del reino de Castilla. De manera que el reino de Castilla se convierte en una jerarquía administrativa superior pero no tiene el dominio de las Indias. Los reinos de Indias se hallaban en una situación intermedia entre una absoluta igualdad con Castilla y una total subordinación:
1. No estaban unidos al reino de Castilla como León y Galicia, porque no participaban en sus Cortes legislativas y sus administradores no fueron miembros del Consejo de Castilla. Aunque las Indias contaban con un derecho propio especial, el indiano, y con organismos administrativos propios, el Consejo de Indias.
2. Tampoco eran equivalentes a los reinos distintos al de Castilla, como Navarra y Aragón, porque no tuvieron Cortes (sino un Concejo administrativo) ni un derecho exclusivo (sino uno propio especial, pero no exclusivo, porque el derecho de Castilla se aplicaba subsidiariamente).

### Evolución histórica
Los Reyes Católicos consideraron las Indias como un patrimonio personal suyo, sin embargo a su muerte se incorporaran a la monarquía. De este modo, se convirtieron en tierras de realengo. Los territorios fueron incorporados por los Reyes Católicos como patrimonio común. Según la Concordia de Segovia de 1475, Fernando era mencionado en las bulas como rey de Castilla, y a su muerte el título de Indias volvería a reintegrarse a la Corona de Castilla. 
En el Tratado de Villafáfila de 1506, Fernando renunció no sólo al gobierno de Castilla en favor de su yerno Felipe I de Castilla, sino también al señorío de Indias, reteniendo su mitad de las rentas obtenida de los reinos de Indias. Juana de Castilla y Felipe agregaron inmediatamente a sus títulos los reinos de Indias, Islas y Tierra Firme del Mar Océano. Pero a causa de la muerte de Felipe el Tratado de Villafáfila no se mantuvo y quedó en suspenso y Fernando volvió como regente de Castilla y como "señor de las Indias" hasta su muerte. 
Según el dominio otorgado por bulas papales y los testamentos de la reina Isabel de Castilla en 1504 y el rey Fernando de Aragón en 1516, dicha propiedad pasó a incorporarse a la Corona de Castilla. Este arreglo fue ratificado por sucesivos monarcas, comenzando por Carlos I en 1519, en un decreto que detallaba el estatus jurídico de los nuevos territorios de ultramar.
El señorío de los territorios descubiertos transmitido por bulas papales era privado de los reyes de Castilla y León. La condición política de las Indias era pasar de un "Señorío" de los Reyes Católicos a "Reinos" de los herederos de la corona de Castilla. Aunque las Bulas alejandrinas dieron pleno, libre y omnipotente poder a los Reyes Católicos, no los gobernaron como propiedad privada, sino como propiedad pública, a través de los organismos y autoridades públicas de Castilla, y cuando esos territorios fueron incorporado a la Corona de Castilla, el poder real de sus sucesores quedó sujeto a las leyes de Castilla.
Carlos I desde 1519 las declaró inalienables, de manera que nunca pudieran separarse del reino de Castilla, ni divididas en todo ni en parte, ni sus ciudades ni poblaciones.
Al final del periodo colonial, siglos más tarde, a partir de la segunda mitad del siglo XVIII, bajo las nuevas dinastías y élites afrancesadas de gobierno, los territorios indianos perderán sus organismos administrativos propios que los caracterizaban, y con las reformas borbónicas, según el vocabulario europeo adoptado por Carlos III, empezará a darse uso a ‘Colonias’. De esta forma en el ‘informe y plan de Intendencias’ para Nueva España, elaborado por José Gálvez y el Virrey de Croix en 1768, se pretende ‘uniformar el gobierno de estas grandes colonias con el de su metrópoli’. Siendo este el primer documento que se conoce en el cual se redefine con esas palabras la nueva situación de los reinos castellanos de Indias.
Pocas décadas después, bajo la revolución liberal europea, el fugaz Estatuto de Bayona de 1808, que establece a José Bonaparte como rey de las Españas y de Indias, y unos años después, la misma Constitución española de 1812, marcan el final de la relación jurídica especial de Indias otorgada siglos antes por la propia legislación indiana. La constitución de 1812 termina suprimiendo los reinos castellanos de Indias, e incorporándolos al Reino de las Españas, bajo una monarquía unitaria, con la representación que les otorga en dicha constitución. Así, según su artículo 1, eran todos españoles de pleno derecho:

La nación española es la reunión de los españoles de ambos hemisferios.

Finalmente el patrimonio americano y europeo de la monarquía española termina siendo afectado tanto por el proceso independentista hispanoamericano como por el proceso constituyente español que va parejo. Ambos procesos darán lugar a los nuevos estados nacionales que se forman en Europa y América, y ambos procesos pertenecen al periodo de Revolución Liberal.

## Gobierno
El gobierno indiano distó mucho del gobierno peninsular puesto que los dominios ultramarinos de la Corona eran tierras de realengo, es decir, que dependían directamente del rey en lugar de un noble local. Esta particularidad dotó a las Indias de un gobierno moderno en lugar de uno feudal, nombrando funcionarios con periodos limitados de gobierno con la posibilidad de ser removidos de sus cargos.
Otro sistema que particularizó el gobierno indiano fue el sistema de encomiendas, el cual consistía es un número variable de indígenas bajo la tutela de un conquistador para quién debían trabajar, recibiendo a cambio vestido y doctrina. No obstante, la Corona limitó las encomiendas a dos vidas —la del conquistador y se heredero— para evitar la formación de feudos, finalmente, con la promulgación de las Leyes Nuevas en 1542 el sistema de encomiendas quedó abolido, como la prohibición nominal de las conquistas, que pasarían a llamarse pacificaciones.
Los Reinos de Indias se dividían en subdivisiones políticas (gobernaciones), militares (capitanías generales), fiscales (intendencias), eclesiásticas (arquidiócesis) y judiciales (audiencias reales).

### Consejo de Indias
El Real y Supremo Consejo de Indias conocido simplemente como Consejo de Indias fue la organización más importante de la administración indiana (América y las Filipinas), ya que asesoraba al Rey de España en la función ejecutiva y judicial. Se formó en 1503 como una sección dentro del Consejo de Castilla para pasar a conformarse como entidad propia en 1524. Los miembros del Consejo de Indias eran designados por el rey, en general eran personas ilustradas y competentes con facultades legislativas sobre América, nombraban a los Virreyes, gobernadores, oidores, jueces, entre otros.
La existencia del Consejo de Indias supuso la autonomía jurídica de los Reinos de Indias, los cuales conservaron una administración separada a la del Reino de Castilla y de la España peninsular en general. Sin embargo, esta independencia jurídica no supuso igualdad jurídica, puesto que los reinos de Castilla tuvieron representación en las Cortes de Castilla y las Indias nunca gozaron de este privilegio, por tanto, sería más correcto hablar de semejanza institucional en lugar de igualdad política. Este peculiar modelo administrativo permitió que las Indias dependieran directamente de la persona del Rey, pues eran tierras de realengo, modelo que permitió extensos periodos de estabilidad políticas entre la promulgación de las Leyes Nuevas —consecuencia de la guerras civiles entre los conquistadores del Perú— y las Reformas Borbónicas.

#### Composición
- Un presidente: se reunía todas las semanas con el rey (generalmente los sábados a las 10 de la mañana) para el trámite de la "consulta", que consistía en informarle someramente de las materias tratadas en el consejo.
  - Los 12 consejeros de indias: letrados, gente versada en ciencia jurídica y eruditos en temas Americanos, la gran mayoría eran hombres con experiencia como funcionarios en las Indias y los menos, expertos en legislación indiana.

Personal de planta del Consejo de Indias:
- Un fiscal: cargo ejercido por el Consejero más nuevo, era el encargado de velar por los intereses de la Corona.
- Dos secretarios, un Secretario del Perú y otro Secretario de Nueva España; los oficiales de los secretarios: Trabajan todos en el manejo de papeles.
- Un escribano: encargado de redactar las declaraciones de los acusados en los juicios en los tribunales.
- Un gran canciller: cargo creado por Carlos I para favorecer a un amigo suyo. Este se encargaba de custodiar el sello real. Debía refrendar con el sello todos los documentos oficiales del Consejo de Indias, cobrando una tasa por cada timbre que colocaba.
- Relatores: de uno a tres en algunas épocas, no eran de número fijo.
- Contadores: de uno a tres en algunas épocas, no eran de número fijo.
- Un Astrónomo: tenía conocimientos de las estrellas, debido a que esto se consideraba de gran importancia.
- Un Cosmógrafo: tenía por misión poner en conocimiento del Consejo de Indias todo lo relativo a los descubrimientos que se iban haciendo en el Nuevo Mundo.
- Un Cronista o Guionista Mayor de Indias: tenía por misión escribir la historia de las Indias.
- Un Abogado de pobres etc..

### Virreinatos
La institución más importante de la administración indiana fue el virreinato, el cual sin ser una institución en sí misma —pues el aparato administrativo era la Real Audiencia— concentró la mayor parte del poder regio. El virrey era un alter ego del rey, gozando de grandes privilegios tanto civiles como eclesiásticos hasta las reformas de Carlos III que disminuyeron el poder de los virreyes con la creación del cargo de regente de la Real Audiencia, quién pasó a presidir la misma.
| Virreinato | 1492-1535            | 1535-1717                            | 1717-1723                             | 1723-1739                     | 1739-1824                             |
| ---------- | -------------------- | ------------------------------------ | ------------------------------------- | ----------------------------- | ------------------------------------- |
| Virreinato | Virreinato Colombino | Virreinato de la Nueva España (1535) | Virreinato de la Nueva España         | Virreinato de la Nueva España | Virreinato de la Nueva España         |
| Virreinato | Virreinato Colombino | Virreinato de la Nueva España (1535) | Virreinato de la Nueva España         | Virreinato de la Nueva España | Virreinato del Perú                   |
| Virreinato | Virreinato Colombino | Virreinato del Perú (1542)           | Virreinato del Perú                   | Virreinato del Perú           | Virreinato de la Nueva Granada (1739) |
| Virreinato | Virreinato Colombino | Virreinato del Perú (1542)           | Virreinato de la Nueva Granada (1717) | Virreinato del Perú           | Virreinato del Río de la Plata (1776) |

### Capitanía General
La Capitanía General es el nombre que se daba en España a ciertos distritos militares territoriales bajo la responsabilidad de un capitán general, básicamente un militar con poder y autoridad civil plenipotenciaria.
En los reinos de Indias (América y Filipinas), era una subdivisión militar del Virreinato, establecida en áreas con riesgo de invasión extranjera o ataque de los nativos. Ciertas capitanías generales, como Venezuela, Guatemala y Chile, fueron separaradas de su virreinatos para permitir una administración más eficiente. A pesar de la preponderancia jurisdiccional de su virreinato, los capitanes generales eran de hecho prácticamente independientes, por sus especiales funciones militares y la considerable lejanía de sus distritos de la capital virreinal y gracias a un vínculo directo con el rey y el Consejo de Indias en Madrid.

### Archidiócesis
Archidiócesis es una circunscripción eclesiástica de la Iglesia Católica que recibe este nombre por ser una diócesis importante, por su tamaño o por razones históricas. La máxima autoridad en una arquidiócesis se llama arzobispo, mientras que las diócesis están bajo la responsabilidad de obispos.
La diócesis es una unidad geográfica que se compone de varias parroquias. El obispo manda una diócesis. Una archidiócesis es una 'provincia eclesiástica' que comprende todas las diócesis de una región; está comandada por un arzobispo. El obispo o arzobispo tiene la potestad de establecer el sacramento del orden. Puede elevar a los diáconos a presbíteros.

### Intendencias
El sistemas de intendencias tiene su origen en Francia, el intendente era el representante del rey en las divisiones administrativas y poseía atribuciones de hacienda, justicia y policía. Tras el cambio de dinastía en España, los Borbones importaron instituciones francesas para modernizar sus dominios; las intendencias se implementaron primero en los dominios europeos de la Corona (la Península e Italia) y tras su éxito económico se decidió su implementación en los reinos de Indias.
El poder de los intendentes varió según el territorio, no obstante, estaban bajo la jurisdicción del virrey. Las intendencias se convirtieron entonces, en una división administrativa de los virreinatos y puede considerarse como un intento de provincialización de los dominios ultramarinos de la Corona, sin embargo, el sistema de intendencias restó poder a las Reales Audiencias subordinadas, las cuales coincidían con los reinos que componían los virreinatos.
Si bien la mayoría de los reinos eran casi nominales, existiendo interpretaciones informales y coloquiales de cuales serían los reinos y sus límites, una de las interpretaciones fue que coincidían con una Real Audiencia — por ejemplo Reino de Quito, Reino de Nueva Galicia, pero tal interpretación fue informal, no fue la interpretación oficial del gobierno español — lo que conllevó a una administración desigual, como si fueron reinos al nivel de los peninsulares. Aun así, esta administración desigual y la autonomía de las Reales Audiencias, fue insuficiente para resistir el sistema de intendencias, cuya implementación causó revueltas tales como la Rebelión de los Comuneros o la Rebelión de Tupac Amaru II.

### Reales Audiencias
Las Reales Audiencias fueron de facto los órganos administrativos que gobernaron los dominios del rey en las Indias. En España funcionaban como únicamente como tribunales judiciales, pero en ultramar se les asignaron funciones ejecutivas, siendo el presidente de la misma el gobernador de la provincia donde se ubicaba la audiencia como el superior de los gobernadores de las provincias adyacentes. Hasta 1776, los virreyes eran también presidentes de la Real Audiencia, hasta la creación del ya mencionado cargo de regente.
Existían tres tipos de audiencias, de acuerdo a su jerarquía:
- Audiencias virreinales: estaban presididas por un virrey y tenían su asiento en la sede virreinal. Fueron de este tipo, en el siglo XVI, la Real Audiencia de Santo Domingo (1511-1526), de México (desde 1535) y de Lima (desde 1542) y, en el siglo XVIII, las de Santafé de Bogotá (1718-1723 y desde 1740), de Charcas (1776-1785) y de Buenos Aires (desde 1785).

- Audiencias pretoriales: estaban presididas por un presidente-gobernador y no se encontraban subordinadas a un virrey, por lo cual podían establecer contacto directo con el rey y el Consejo de Indias. Fueron de este tipo las de Santo Domingo (desde 1527), de México (1527-1535), de Panamá (1539-1614), de los Confines o de Guatemala (1543-1565 y desde 1570), de Manila (desde 1584), de Buenos Aires (1663-1672), de Santafé de Bogotá (1550-1717 y 1723-1740), de Caracas (desde 1787), de Santiago de Chile (desde 1798), de Santiago de Cuba (desde 1799), de Puerto Príncipe o de Camagüey (desde 1800), Real Audiencia de Puerto Rico (desde 1832) y de La Habana (desde 1838).

- Audiencias subordinadas: estaban presididas por un presidente letrado y dependían del virrey en los asuntos relativos a gobierno civil, eclesiástico, guerra y, eventualmente, hacienda. Fueron de este tipo las de Compostela o de Guadalajara (desde 1548), de Charcas (1561-1776 y desde 1785), de Quito (desde 1564), de Concepción (1565-1575), de Santiago de Chile (1609-1798), de Panamá (desde 1614) y del Cuzco (desde 1788).

| Dinastía           | Virreinato                                         | Real Audiencia |
| ------------------ | -------------------------------------------------- | --- |
| Casa de Trastámara | Virreinato de Indias                               | - Real Audiencia de Santo Domingo Virreinato abolido |
| Casa de Austria    | Virreinato de Nueva España                         | - Real Audiencia de Santo Domingo - Real Audiencia de México - Real Audiencia de Guatemala - Real Audiencia de Guadalajara - Real Audiencia de Manila |
| Casa de Austria    | Virreinato del Perú                                | - Real Audiencia de Panamá (hasta 1717 y de 1723 a 1739) - Real Audiencia de Lima - Real Audiencia de Santafé de Bogotá (hasta 1717 y de 1723 a 1739) - Real Audiencia de Charcas (hasta 1776) - Real Audiencia de Quito (hasta 1717 y de 1723 a 1739) - Real Audiencia de Concepción (de 1565 a 1575) - Real Audiencia de Chile - Real Audiencia de Buenos Aires (de 1663 a 1672) - Real Audiencia del Cuzco |
| Casa de Borbón     | Virreinato de Nueva Granada (1717–1723; 1739–1810) | - Real Audiencia de Santafé de Bogotá - Real Audiencia de Quito - Real Audiencia de Panamá - Real Audiencia de Caracas |
| Casa de Borbón     | Virreinato del Río de la Plata (1776)              | - Real Audiencia de Buenos Aires (desde 1783 a 1810) - Real Audiencia de Charcas |

### Gobernaciones y corregimientos
Las gobernaciones fueron una de las más comunes unidades administrativas de los Reinos de Indias. Estaban regidas por un gobernador, el cual tenía funciones ejecutivas, militares e incluso judiciales sobre su territorio, teniendo bajo su jurisdicción a los corregidores, a los cabildos y a los pueblos de indios. En ocasiones, las gobernaciones también son llamadas provincias, no obstante, el término provincia tenía distintas acepciones y podía variar desde la gobernación propiamente dicha a las comarcas que hacían parte de ella.
Las comarcas o países —como también eran llamados— no componían en realidad ninguna unidad administrativa, sino que era la denominación que recibía el territorio circundante a una ciudad o villa. Aun así, la poca centralización política de la Monarquía Católica permitió un ordenamiento territorial mucho más flexible y variable, lo que impide una distinción clara entre provincias y gobernaciones o entre provincias y corregimientos.
Los corregimientos eran, pues, las divisiones administrativas de la gobernación, pero la ya mencionada descentralización política permitió un número variable de estos, siendo creados o suprimidos según la necesidad. Por lo general, los corregimientos se ubicaban en ciudades importantes que no eran capitales de provincias, como lo fue Tunja en el Nuevo Reino de Granada. El corregidor también era llamado teniente de gobernador, teniendo funciones análogas a éste, pero mucho más reducidas.
Con la Constitución de Cádiz de 1812 y la supresión temporal de los reinos de Indias, se dividió la América española en provincias delimitadas y con funciones precisas, siendo un total de 83. Empero, la Independencia de los Virreinatos y la política antiliberal de Fernando VII terminaron descartando esta división política, pero marcando un precedente para la provincialización de España unos años más tarde.

### Ciudades y villas
La unidad administrativa básica de los reinos de Indias, al igual que los reinos de la Península, fue el municipio, gobernado por un cabildo. En un principio, se intentó implementar la distinción entre la "república de indios" y la "república de españoles"; estas repúblicas no deben entenderse en el sentido moderno sino en el clásico, es decir, la república como la sociedad política dotada de los medios para gobernarse. La Corona esperaba que españoles e indios vivieran segregados, los primeros en municipios gobernados por un cabildo; y los segundos en "pueblos de indios" bajo la autoridad de un corregidor, sometidos al sistema de encomiendas hasta la abolición de este en 1542, tras la promulgación de las Leyes Nuevas.
Las ciudades eran aquellas poblaciones resultantes de la conquista o pacificaciones contra los indígenas. Tras la victoria militar, uno o varios conquistadores realizaban un ritual jurídico que conllevaba a la creación de un cabildo para la naciente ciudad, como la repartición de los terrenos, de indígenas en encomienda y el trazado de los planos de la ciudad, según el modelo de damero. Las villas por su parte no resultaban de una conquista o pacificación, sino que surgían tras la erección de un cabildo en una población de menor rango o bien, una fundación nueva planeada desde una ciudad; y si bien en la práctica gozaban de privilegios y un gobierno autónomo, tenían menos prestigio que las ciudades y por lo general, los corregidores no residían en ellas, viéndose bajo la autoridad indirecta de una ciudad.

### Pueblo de indios
Los pueblos de indios fueron el resultado del interés de los misioneros en la evangelización de los indígenas, que en ese entonces eran llamados indios. Constituyeron la llamada república de indios y funcionaban como una suerte de municipio indígena, conservando las antiguas autoridades de los conquistados. Los misioneros creían que si los indios eran reducidos a la vida sedentaria en un único lugar, resultaría más sencilla su evangelización y control, por lo que estos pueblos serían trazados con un esquema similar a las ciudades y villas, con la diferencia que la plaza no estaba del templo, haciendo de este el centro de poder del pueblo.
Si bien pueblo de indios es un concepto redundante dentro de la administración indiana, pues todos los pueblos estaban poblados por indios, el lenguaje coloquial extendió el concepto a todas las poblaciones pequeñas. Sin embargo, muchas de las poblaciones actuales fueron en el pasado pueblos de indios, que en algún momento comenzaron a ser habitados por blancos y mestizos, esto ya desde mediados del siglo XVIII y acrecentado tras la abolición de los resguardos en muchas de las nuevas repúblicas tras las independencias.